# Cymru am byth

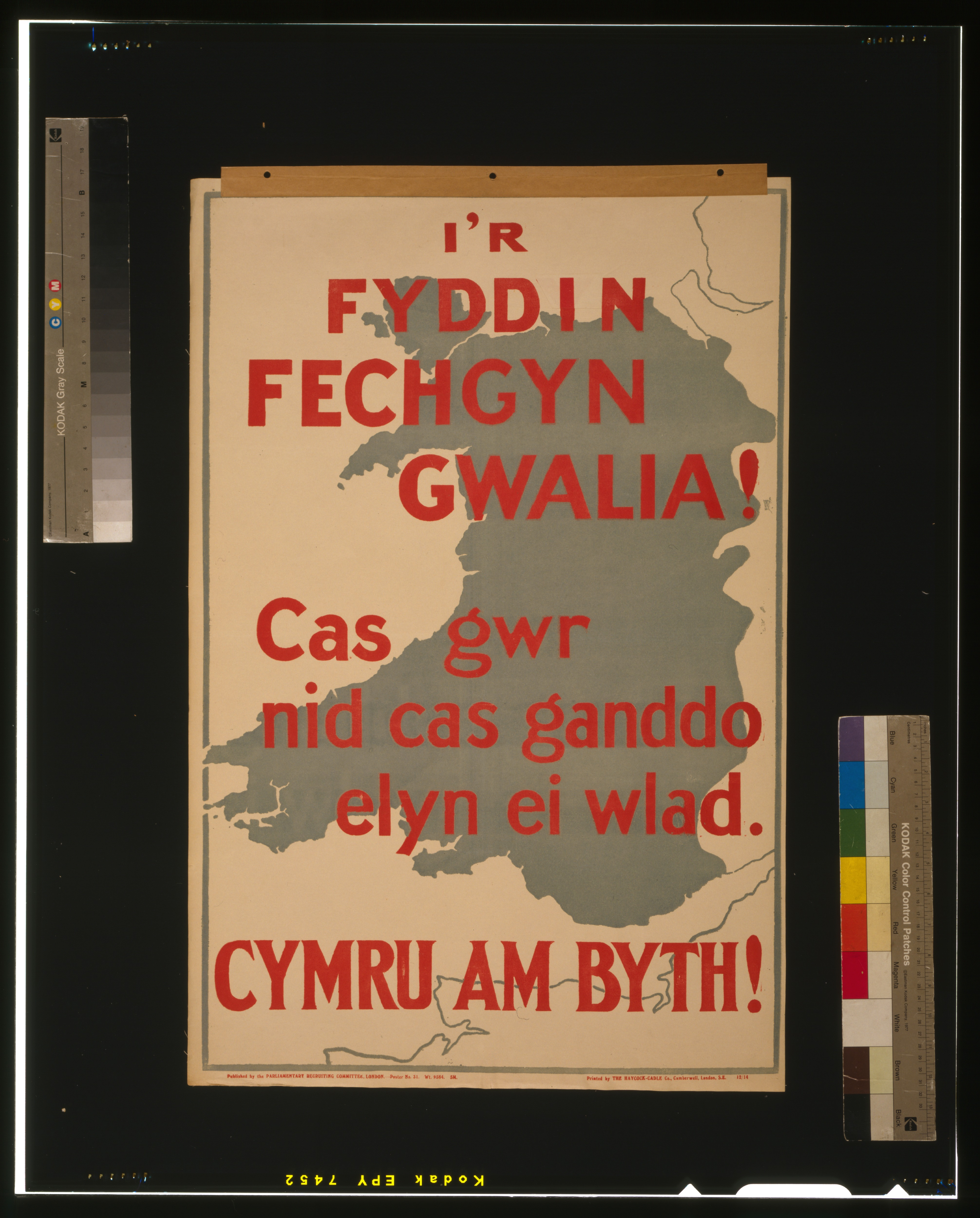
Pamflet nacionalista gal·lès de 1915 amb la frase Cymru am byth

Cymru am byth és una frase en gal·lès que significa «Gal·les per sempre». També és traduït com «visqui Gal·les» o «llarga vida a Gal·les». És el lema de la nació constituent de Gal·les i del nacionalisme gal·lès.
És una frase comuna dels habitants gal·lesos que dquireix rellevància durant els partits de la selecció nacional de rugbi de Gal·les durant el Torneig de les Sis Nacions i la Copa del Món de Rugbi.
Una de les pedres inserides al Monument a Washington de Washington DC (Estats Units) va ser importada de Gal·les –fou donada pels ciutadans gal·lesos de Nova York– i conté la frase: Fy iaith, fy ngwlad, fy nghenedl Cymru – Cymru am byth («La meva llengua, la meva terra, el meu país de Gal·les - Gal·les per sempre»).